# Pulchrandus longimanus
Pulchrandus longimanus – gatunek kosarza z podrzędu Laniatores i rodziny Assamiidae. Jedyny znany przedstawiciel monotypowego rodzaju Pulchrandus.

## Występowanie
Gatunek został wykazany z Zairu